# X-Statix

## A X-statix
A X-Statix era o nome de uma equipe de super-heróis mutantes da Marvel Comics, composta por integrantes especialmente criados para serem estrelas irônicas. A equipe foi criada por Peter Milligan e Mike Allred, e primeiramente apareceram na edição da X-Force de número 116. São incluidos mutantes chamados Vivisector, Adiposo, Falecida, Dup, Órfão, Anarquista, etc. No Brasil, as histórias foram publicadas pela Panini Comics na revista X-Men Extra.

## História
A combinação de sensacionalismo e violência extremista, X-Force tornou-se um programa de televisão mais bem cotada e os seus membros estrelas instantâneas. A natureza quase suicida de suas missões era imediatamente aparente como os corpos de muitos membros foram estabelecidos para descansar na série “caminho para todas as águas mais frias do país”. Durante uma transmissão ao vivo onde boy band Boyz R Us eram mantidos como reféns, a maioria dos X-Force no momento encontrou seu destino. Após o massacre, os membros restantes, Doop, Vai Nessa, e os anarquistas, encontrou seu novo líder, Guy Smith.
Entre em combate, o grupo foi enviado para salvar menino panacéia Paco Perez da ditadura de Bastrona. Combatendo o exército do país, X-Force perdeu dois de seus novos membros, Santa Anna e cara, mas salvaram a criança. Temendo que Paco iria ser explorado os E.U., Smith foi guiado a um orfanato argentino pelo espírito de Santa Anna, cujo pai era o zelador. Enfurecido por decisão de Guy, o treinador ordenou U-Go Girl matá-lo, mas ela se recusou, em vez de matar ônibus após uma tentativa de assalto. A equipe recrutou o Spike das ruas, e quase foi acompanhado pelo manipulador tempo Lacuna, que se estabeleceu por um talk show sensacionalista vez. Depois de uma viagem dentro da mente Doop, a X-Force foi informada que o nome da equipe teve que ser mudado por razões legais. O grupo foi enviado a uma estação espacial em órbita pela CIA, onde foram para eliminar um grupo de criminosos geneticamente modificado chamado de Rangers Bush. A tragédia atingiu novamente a equipe como Spike e Vai Nessa, os membros mais populares da equipe, foram mortos, as últimas palavras de Vai Nessa deu à equipa o seu novo nome: X-Statix.
Com a adição de teleporter Vênus Dee Milo, que lutou contra a ameaça real de alteração de Arnie Lundberg, que manteve um refém pequena cidade Minnesotan. Arnie convincente para deixar a cidade vai, Guy ofereceu-lhe participação em X-Statix, mas sobre a sua aceitação tinha Lacuna envenená-lo. Guy disse que Arnie morreu heroicamente em uma missão, após Lacuna revelou a verdade, ele passou a liderança dos X-Statix ao anarquista. (Guy foi brevemente Acredita-se que o assassino extradimensional Bad Guy.) Zombie superstar pop Henrietta Hunter, em seguida, se juntou à equipe, e sua popularidade quase escandalosa causou o resto do grupo para matá-la. Durante este tempo, Lacuna expostos negócios escusos X-Statix Spike Freeman é proprietário, levando-o para colocar uma batida em cima dela. Guy mortos Freeman, Lacuna, mas foi baleada e ainda roupa suja X-Statix foi exposto. A equipe, buscando recuperar sua imagem pública, abordou o assassino Mr. Código e seus Random Killers, mas perdeu Henrietta e Phat na batalha. Após a morte de Henrietta, as pessoas começaram a cair morto depois de cantar uma de suas canções. X-Statix viajou para seu país de origem da Europa, onde forçou o presidente a cantar a música, a sua morte matar a sede do seu espírito de vingança. Logo depois, Doop foi seqüestrado por terroristas russos, o seu cérebro explodir durante as tentativas de salvamento subseqüentes. Viajando pelo mundo, X-Statix e os Vingadores competiram para re-colher o cérebro poderoso, mas o X-Statix finalmente ganhou a confiança do Capitão América e manteve Doop. X-Statix decidiu dissolver, mas eles empreenderam uma missão passada, durante o qual toda a equipe foi massacrada. 